# Leiobunum wegneri
Leiobunum wegneri is een hooiwagen uit de familie Sclerosomatidae.